# Worldfall
Worldfall – trzeci minialbum amerykańskiej grupy muzycznej Nachtmystium. Wydawnictwo ukazało się w maju 2008 roku nakładem wytwórni muzycznej Century Media Records. Nagrania przeznaczone na minialbum Worldfall docelowo miały zostać wydane jako split album wraz z formacją Leviathan. Jednakże w wyniku nieporozumień z macierzystą wytwórnią płytową, grupa Leviathan zrezygnowała z wydawnictwa.

## Lista utworów
Opracowano na podstawie materiału źródłowego.
1. "Worldfall" - 07:10
2. "Depravity" - 04:54
3. "Solitary Voyage (Re-Recording)" - 06:24
4. "Rose Clouds of Holocaust" (cover Death in June) - 03:21
5. "IV" (cover Goatsnake) - 04:29

## Twórcy
Opracowano na podstawie materiału źródłowego.
- Blake Judd - gitara rytmiczna, gitara prowadząca, wokal prowadzący, syntezatory, wokal wspierający, produkcja muzyczna
- Jeff Wilson - gitara rytmiczna
- Zion Meagher - gitara basowa
- Jean Graffio - perkusja
- Chris Black - inżynieria dźwięku, produkcja muzyczna, wokal wspierający, gitara prowadząca
- Chris Djuric - inżynieria dźwięku
- Scott Hoffman - oprawa graficzna
- Peter Kenar - oprawa graficzna, wokal wspierający
- Farron Loathing - oprawa graficzna

## Wydania
| Rok  | Nr katalogowy | Format               | Wytwórnia             | Region            | Źródło |
| ---- | ------------- | -------------------- | --------------------- | ----------------- | ------ |
| 2008 | 8491-1        | CD, EP               | Century Media Records | Stany Zjednoczone | [ 3 ]  |
| 2008 | MEX 002       | 12", EP, Ltd, Gre    | Mexican Summer        | Stany Zjednoczone | [ 3 ]  |
| 2008 | MEX 002       | 12", EP, Ltd, Red    | Mexican Summer        | Stany Zjednoczone | [ 3 ]  |
| 2008 | MEX 002       | 5xFile, MP3, EP, Ltd | Mexican Summer        | Stany Zjednoczone | [ 3 ]  |